# Perry Mason (serie televisiva 2020)
Perry Mason è una serie televisiva statunitense del 2020 creata da Ron Fitzgerald e Rolin Jones.
La serie è basata sul celebre personaggio di Perry Mason, protagonista di numerosi romanzi e racconti brevi scritti da Erle Stanley Gardner, e ne narra le origini nella Los Angeles del 1932 durante la Grande depressione.
Inizialmente concepita come una miniserie da otto puntate, la serie è stata rinnovata per una seconda stagione trasmessa dal 6 marzo 2023.
Nel giugno 2023 la serie viene cancellata dopo la seconda stagione.

## Trama
Los Angeles, anni '30. Durante la Grande depressione, la città diventa protagonista grazie ai Giochi della X Olimpiade, al boom di Hollywood e al petrolio. Su questo sfondo, il caso di un bambino rapito vede Perry Mason alla ricerca della verità.

## Episodi
| Stagione         | Episodi | Prima TV USA | Prima TV Italia |
| ---------------- | ------- | ------------ | --------------- |
| Prima stagione   | 8       | 2020         | 2020            |
| Seconda stagione | 8       | 2023         | 2023            |

## Personaggi e interpreti

### Principali
- Perry Mason (stagioni 1-2), interpretato da Matthew Rhys, doppiato da Gianfranco Miranda.
Investigatore privato.
- Della Street (stagioni 1-2), interpretata da Juliet Rylance, doppiata da Chiara Colizzi.
Segretaria legale, fedele, motivata e sagace di E.B. Jonathan.
- Paul Drake (stagioni 1-2), interpretato da Chris Chalk, doppiato da Marco Vivio.
Poliziotto di quartiere abile nell'investigazione ma bistrattato a causa del colore della sua pelle.
- Pete Strickland (stagione 1, ricorrente stagione 2), interpretato da Shea Whigham, doppiato da Franco Mannella.
Compagno di lavoro di Mason.
- Sorella Alice McKeegan (stagione 1[6]), interpretata da Tatiana Maslany, doppiata da Domitilla D'Amico.
Predicatrice e guida della Radiosa Assemblea di Dio.
- Elias Birchard "E. B." Jonathan (stagione 1), interpretato da John Lithgow, doppiato da Stefano De Sando.
Rinomato avvocato difensore e mentore di Perry Mason.
- Gene Holcomb (stagione 2, ricorrente stagione 1), interpretato da Eric Lange, doppiato da Alessio Cigliano.
Detective del dipartimento di Los Angeles.
- Hamilton Burger (stagione 2, ricorrente stagione 1), interpretato da Justin Kirk, doppiato da Fabio Boccanera.
Assistente del procuratore distrettuale che offre a Mason consulenza legale.
- Clara Drake (stagione 2, ricorrente stagione 1), interpretata da Diarra Kilpatrick, doppiata da Gemma Donati.
Moglie incinta di Paul.
- Ginny Aimes (stagione 2), interpretata da Katherine Waterston, doppiata da Martina Felli.
Insegnante di scienze nella scuola elementare del figlio di Perry, Teddy.

### Ricorrenti
- Lupe Gibbs (stagioni 1-2), interpretata da Veronica Falcón, doppiata da Ilaria Latini.
Pilota che ha una relazione sessuale con Mason.
- Hazel Prystock (stagioni 1-2), interpretata da Molly Ephraim, doppiata da Irene Trotta.
Coinquilina di Della e sua fidanzata.
- Linda Mason (stagioni 1-2), interpretata da Gretchen Mol, doppiata da Selvaggia Quattrini.
Ex moglie di Perry.
- Emily Dodson (stagione 1, guest stagione 2), interpretata da Gayle Rankin, doppiata da Letizia Ciampa.
Madre di Charlie Dodson, figlio di un anno misteriosamente sequestrato.

#### Stagione 1
- Virgil Sheets, interpretato da Jefferson Mays, doppiato da Luigi Ferraro.
Addetto all'obitorio cittadino e amico di Mason.
- Matthew Dodson, interpretato da Nate Corddry, doppiato da Gabriele Lopez.
Proprietario di una drogheria il cui figlio, Charlie, è stato rapito.
- Joe Ennis, interpretato da Andrew Howard, doppiato da Alberto Bognanni.
Detective del dipartimento di Los Angeles.
- Herman Baggerly, interpretato da Robert Patrick, doppiato da Rodolfo Bianchi.
Padre di Matthew, uomo influente che assume E.B. e Mason per investigare sul rapimento.
- Maynard Barnes, interpretato da Stephen Root, doppiato da Paolo Marchese.
Procuratore distrettuale della contea di Los Angeles.
- Birdy McKeegan, interpretata da Lili Taylor, doppiata da Laura Boccanera.
Madre di Alice e sua consigliera.
- Fred Wright, interpretato da Matt Frewer, doppiato da Gianni Giuliano.
Giudice del caso dell’omicidio di Charlie Dodson.
- Anziano Brown, interpretato da David Wilson Barnes, doppiato da Stefano Alessandroni.
Membro della Radiosa Assemblea di Dio.
- Diacono Eric Seidel, interpretato da Taylor Nichols, doppiato da Ambrogio Colombo.
Membro della Radiosa Assemblea di Dio.
- George Gannon, interpretato da Aaron Stanford.
Uomo con una connessione cruciale con il caso Dodson.
- June Pitlick, interpretata da Jenny O'Hara, doppiata da Aurora Cancian.
Proprietaria della pensione dove vivono Della e Hazel.
- Oliver Fogg, interpretato da Michael McMillian, doppiato da Marco Benedetti.
Uno degli inquilini di Della.
- Jim Hicks, interpretato da Todd Weeks, doppiato da Simone Mori.
Contabile che lavora per George Gannon.
- Al Howard, interpretato da Andrew Divoff, doppiato da Guido Di Naccio.
Proprietario di un casinò dove George Gannon lavora.

#### Stagione 2
- Brooks McCutcheon, interpretato da Tommy Dewey, doppiato da Stefano Crescentini.
Benestante rampollo nell'industria petrolifera e filantropo con un lato oscuro che aspira a portare una squadra di baseball a Los Angeles.
- Lydell McCutcheon, interpretato da Paul Raci, doppiato da Gianni Giuliano.
Padre di Brooks, spietato uomo d'affari che succede il suo impero a suo figlio.
- Elizabeth McCutcheon, interpretata da Kersti Bryan.
Vedova di Brooks.
- Marion Kang, interpretata da Jee Young Han, doppiata da Emanuela Damasio.
Nuova segretaria di Perry.
- Sunny Gryce, interpretato da Sean Astin, doppiato da Roberto Stocchi.
Proprietario di un supermercato rappresentato da Perry.
- Anita St. Pierre, interpretata da Jen Tullock, doppiata da Benedetta Degli Innocenti.
Sceneggiatrice che incontra Della ed è attratta da lei.
- Thomas Milligan, interpretato da Mark O'Brien, doppiato da Emiliano Coltorti.
Vice di Hamilton Burger responsabile del caso di omicidio di Brooks McCutcheon.
- Luisa Gallardo, interpretata da Onohoua Rodriguez.
Zia dei fratelli Gallardo.
- Rafael Gallardo, interpretato da Fabrizio Guido, doppiato da Tito Marteddu.
Artista diciottenne accusato dell'omicidio di Brooks McCutcheon.
- Mateo Gallardo, interpretato da Peter Mendoza, doppiato da Alberto Franco.
Fratello maggiore di Rafael e aspirante meccanico, accusato dell'omicidio di McCutcheon.
- Sofia Gallardo, interpretata da Stephanie Hoston.
Moglie di Mateo e madre di Maria.
- Camilla Nygaard, interpretata da Hope Davis, doppiata da Alessandra Korompay.
Rivale della famiglia McCutcheon nell'attività petrolifera.
- Constance Barbour, interpretata da Andrea Gabriel.
Pianista di talento istruita in passato da Camilla.
- Melville Phipps, interpretato da Wallace Langham, doppiato da Raffaele Palmieri.
Avvocato di Camilla Nygaard.
- Durkin, interpretato da Tom Amandes, doppiato da Luca Biagini.
Giudice nel processo Gallardo.
- Morris, interpretato da Jon Chaffin, doppiato da Alessandro Budroni.
Fratello di Clara e cognato di Paul.
- Pearl, interpretata da Amber Friendly, doppiata da Guendalina Ward.
Moglie di Morris.
- Frank Finnerty, interpretato da John DiMaggio, doppiato da Dario Oppido.
Conduttore radiofonico.

## Produzione
Il 15 agosto 2016 viene annunciato il progetto dalla HBO; lo sceneggiatore doveva essere Nic Pizzolatto con Robert Downey Jr. come produttore esecutivo. Il 25 agosto 2017 Nic Pizzolatto rinuncia al progetto per dedicarsi alla terza stagione di True Detective e viene sostituito da Ron Fitzgerald e Rolin Jones.
Nonostante la buona accoglienza di pubblico e critica, la HBO ha cancellato la serie dopo due stagioni.

## Promozione
Il primo teaser trailer della serie viene diffuso il 14 aprile 2020 dal produttore esecutivo Robert Downey Jr. attraverso il suo account Twitter, mentre il 16 aprile viene diffuso il trailer.

## Distribuzione
Negli Stati Uniti la serie viene trasmessa sul canale via cavo HBO a partire dal 21 giugno 2020, mentre in Italia va in onda dall'11 settembre 2020 su Sky Atlantic e in streaming su Now TV.

## Accoglienza
La prima stagione è stata accolta positivamente da pubblico e critica, esordendo con una media di 1,7 milioni di spettatori ad episodio.

### Critica
Sull'aggregatore Rotten Tomatoes la serie riceve l'81% delle recensioni professionali positive, mentre su Metacritic ottiene un punteggio di 69 su 100 basato su 38 critiche.

## Riconoscimenti
- 2021 - Golden Globe[13]
  - Candidatura per il migliore attore in una serie drammatica a Matthew Rhys
- 2021 - American Society of Cinematographers[14]
  - Candidatura per la miglior fotografia in una serie televisiva a David Franco (per l'episodio Chapter Two)
- 2021 - Art Directors Guild[15]
  - Candidatura per la migliore scenografia in una serie televisiva fantasy o d'epoca a John P. Goldsmith (episodio Chapter Three)
- 2021 - Critics' Choice Awards[16]
  - Candidatura per la miglior serie drammatica
  - Candidatura per il miglior attore protagonista in una serie drammatica a Matthew Rhys
  - Candidatura per il miglior attore non protagonista in una serie drammatica a John Lithgow
- 2021 - Premio Emmy[17]
  - Candidatura per il miglior attore protagonista in una serie drammatica a Matthew Rhys
  - Candidatura per il miglior attore non protagonista in una serie drammatica a John Lithgow
- 2021 - Satellite Awards[18]
  - Candidatura per il miglior attore protagonista in una serie drammatica a Matthew Rhys
- 2021 - Saturn Award[19]
  - Candidatura per la miglior presentazione in televisione
- 2023 - Premio Emmy[20]
  - Candidatura per la miglior scenografia per una serie in costume o fantasy a Keith P. Cunningham, Ian Scroggins, Halina Siwolop (episodio Chapter Eleven)
  - Candidatura per i migliori costumi per una serie in costume o fantasy a Catherine Adair, David J. Matwijkow, Nanrose Buchman